# GQ
GQ (wcześniej Gentlemen's Quarterly) – międzynarodowe czasopismo skupiające się na modzie męskiej, z siedzibą w Nowym Jorku. Publikacje skupiają się na modzie, stylu oraz kulturze męskiej, częściowo również na odżywianiu, filmach, zdrowym trybie życia, seksie, muzyce, podróżach, sporcie, nowinkach technologicznych, a także książkach.

## Historia
„Gentlemen's Quarterly” rozpoczął swoją działalność w 1931 roku na terenie Stanów Zjednoczonych, jako Apparel Arts. Było to męskie czasopismo dla branży odzieżowej, skupione głównie na klientach hurtowych oraz sprzedawcach sklepowych. Pierwotnie czasopismo było wydawane w ograniczonym nakładzie i było dystrybuowane głównie wśród uczestników rynku odzieżowego (w celu dania im możliwości reklamowania się). Popularność magazynu wśród klientów sklepowych przyczyniła się do powstania w 1933 roku magazynu „Esquire”.
„Apparel Arts” wydawane było aż do roku 1957, kiedy to zostało zamienione w kwartalnik dla mężczyzn, który przez wiele lat wydawany był przez Esquire Inc. Następnie gazeta została przemianowana na „Gentlemen's Quarterly”, po czym w roku 1967 tytuł został zmieniony na „GQ”.

## Człowiek Roku
Amerykańskie wydanie „GQ” po raz pierwszy nadało status Człowieka Roku w specjalnym wydaniu magazynu z roku 1996. Brytyjskie wydanie czasopisma rozpoczęło swoje coroczne przyznawanie nagród Człowieka Roku począwszy od roku 2009, hiszpańskie wydanie od roku 2011, australijskie od roku 2007.

## Nakład
„GQ” jest publikowany w wydaniach krajowych na terenie państw takich jak: Australia, Brazylia, Kanada, Chiny, Francja, Niemcy, Indie, Włochy, Japonia, Meksyk, Portugalia, Rumunia, Rosja, Republika Południowej Afryki, Korea Południowa, Hiszpania, Tajwan, Tajlandia, Turcja, Wielka Brytania, Stany Zjednoczone oraz w wydaniu regionalnym na Amerykę Łacińską.
Amerykańskie wydanie „GQ” pojawia się na rynku w nakładzie 824,334 sztuk miesięcznie.
Brytyjskie wydanie papierowe „GQ” wydawane jest w nakładzie 114,867, natomiast sprzedaż wersji cyfrowej oscyluje wokół 12 tys. sztuk.